# جرمی کاریکاری
جرمی کاریکاری (انگلیسی: Jeremy Karikari؛ زادهٔ ۲۳ ژوئیهٔ ۱۹۸۷) بازیکن فوتبال اهل آلمان است.
از باشگاه‌هایی که در آن بازی کرده‌است می‌توان به باشگاه فوتبال یان رگنسبورگ، باشگاه فوتبال لایپزیگ، باشگاه فوتبال سن پائولی، باشگاه فوتبال اشتوتگارت، و باشگاه فوتبال اسنابروک اشاره کرد.